# Олеат кобальта(II)
Олеат кобальта(II) — химическое соединение,
соль кобальта и олеиновой кислоты
с формулой Co(C18H33O2)2,
коричневое вещество,
не растворяется в воде.

## Физические свойства
Олеат кобальта(II) образует коричневое аморфное вещество.
Не растворяется в воде, растворяется в этаноле.